# Tephrochlamys liliorum
Tephrochlamys liliorum är en tvåvingeart som först beskrevs av Robineau-desvoidy 1841.  Tephrochlamys liliorum ingår i släktet Tephrochlamys och familjen myllflugor.
Artens utbredningsområde är Frankrike. Inga underarter finns listade i Catalogue of Life.